# Barbarakapelle (Landek)

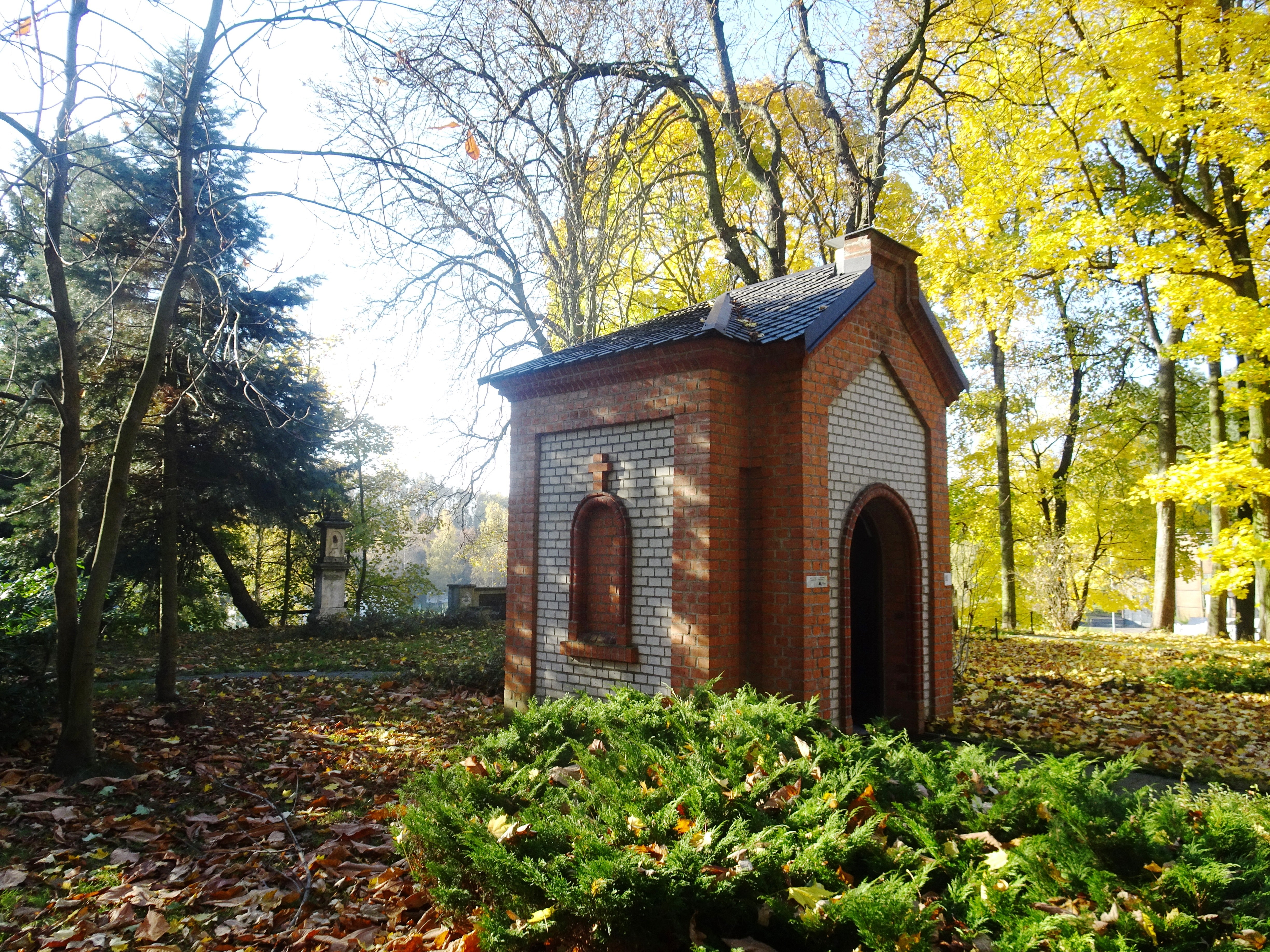
Barbarakapelle

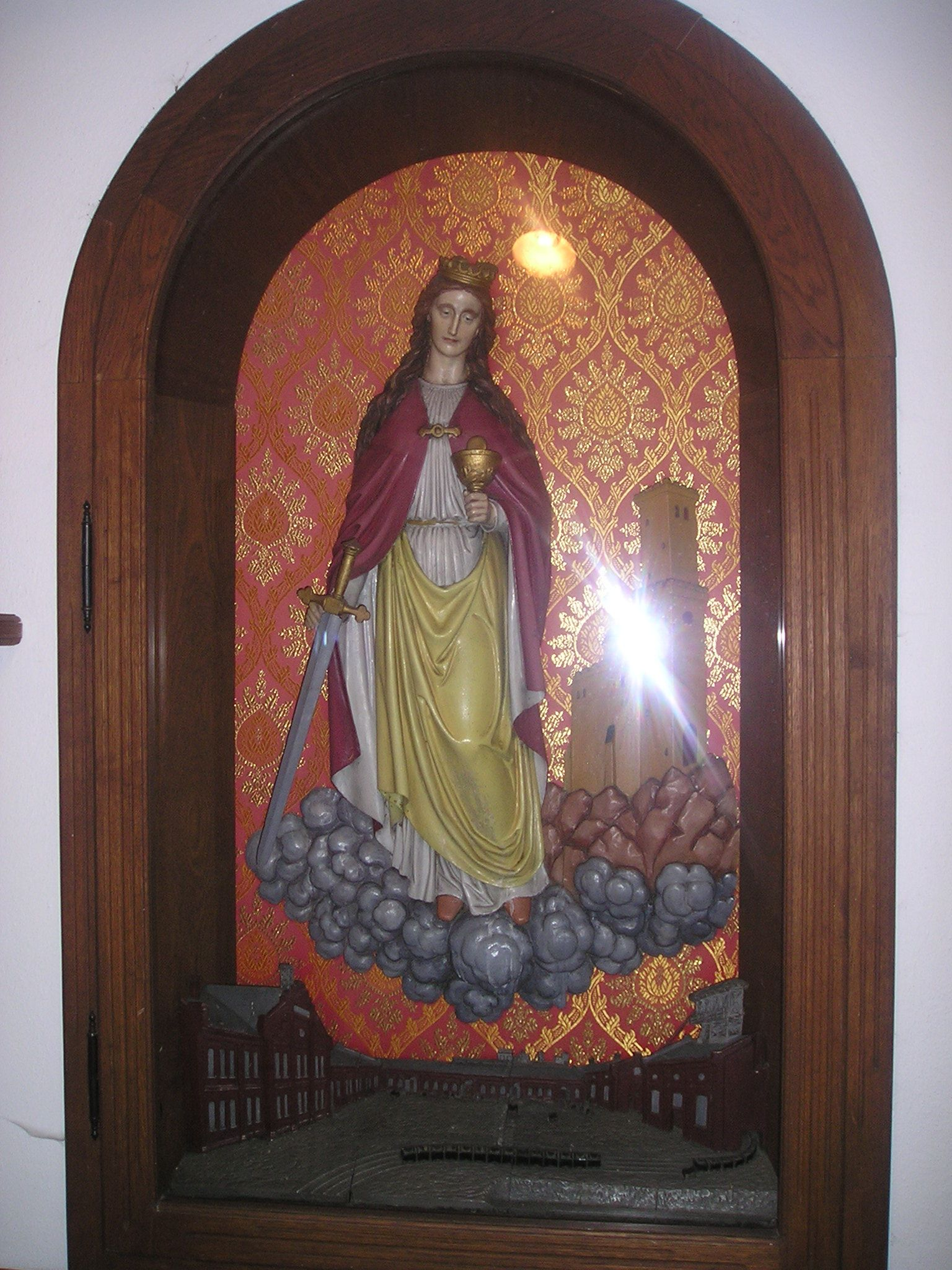
Geschnitztes Bildnis der hl. Barbara

Die Barbarakapelle (tschechisch Kaple svaté Barbory) ist ein der Schutzpatronin der Bergleute, der hl. Barbara von Nikomedien, gewidmetes Heiligenhäuschen am Landek im Ostravaer Ortsteil Petřkovice in Tschechien. Sie wurde zu Beginn der 1990er Jahre aus Moravská Ostrava an den heutigen Standort versetzt.

## Lage
Der Backsteinbau steht auf dem Areal des Bergbaumuseums Landek Park neben den Tagegebäuden der stillgelegten Steinkohlengrube „Anselm“ / „Eduard Urx“.

## Geschichte
Nachdem die Foltýn-Kapelle bei Witkowitz im Zuge der Erweiterung der Siedlung abgebrochen werden musste, ließ der Mährisch Ostrauer Baumeister František Jureček als Ersatz dafür in den 1880er Jahren bei Mährisch Ostrau eine neue Kapelle errichten. Die Kapelle war wahrscheinlich wegen des damals starken Zustroms von Arbeitern aus dem Weichselland und Galizien der Schwarzen Madonna von Tschenstochau gewidmet; nach anderer Quelle soll sie jedoch zunächst unter dem Patrozinium der Madonna von Lourdes und später der hl. Anna gestanden sein.
Ein Jahrhundert später lag der Standort der Kapelle an der Straße Českobratrská im Stadtzentrum von Ostrava. Seit der Machtübernahme der Kommunisten 1948 war das Bauwerk verwahrlost und mittlerweile vom Abriss bedroht. 
Nach dem Beschluss zur Stilllegung der Grube „Eduard Urx“ war ab 1987 in der Schlussphase des Grubenbetriebs mit der Einrichtung eines Bergbaumuseums der OKD begonnen worden. Auf Initiative des Klubs der Freunde des Bergbaumuseums der OKD konnte die Kapelle gerettet werden. Ab 1991 wurde sie am alten Standort abgetragen und auf dem Museumsgelände am Anselm-Schacht neu aufgebaut. Am Barbaratag 1993 wurde sie der hl. Barbara geweiht. 

## Beschreibung
Der Backsteinbau wurde im industriellen Jugendstil von dem auf die Errichtung von Gründerzeitvierteln spezialisierten Mährisch Ostrauer Baumeister František Jureček errichtet.
Die mit weißen Ziegeln verblendeten Außenwände sind zu allen Seiten durch breite Lisenen aus roten Ziegeln gegliedert. In die Seitenwände sind Blendfenster mit Kreuzabschluss eingelassen. Die halbkreisförmige Apsis ist mit einem Kreuz aus roten Ziegeln gestaltet.
Im Inneren befindet sich ein Altar mit einem geschnitzten Bildnis der hl. Barbara. Dieses war ursprünglich Teil des Altars im Zechenhaus der „Grube Anselm“. Es wurde in der Mitte des 19. Jahrhunderts von einem unbekannten Künstler geschaffen.